# Chrám Ochrany Přesvaté Bohorodičky (Bučač)
Chrám Ochrany Přesvaté Bohorodičky je barokní chrám (cerkev) Ukrajinské řeckokatolické církve v městě Bučač ve Ternopilské oblasti. Výzdoba pochází z dílny Jana Jiřího Pinsla.

## Popis chrámu
Dřevěný řeckokatolický chrám Ochrany Přesvaté Bohorodičky byl postaven kolem roku 1699. Starý chrám už nyní neexistuje.
Současný kamenný chrám byl vystavěn v roce 1755 (nebo 1764) nedaleko starého, poškozeného chrámu.
Do roku 1946 chrám byl řeckokatolický. V roce 1946 všechny chrámy Ukrajinské řeckokatolické církve získala Ruská pravoslavná církev.
V časech Sovětského svazu: v roce 1956 sovětská vláda uzavřela církev, pak zde fungovalo muzeum přírody. Nakonec 80. léta 20. století byl chrám řeckým katolíkům navrácen.